# Gabelschaltung

Prinzipschaltbild einer Gabelschaltung mit Differentialtransformator DT; A (links): Zweidrahtanschluss; B (rechts): Vierdrahtanschluss und komplexe Leitungsnachbildung Z

Eine Gabelschaltung wird in der Telekommunikation verwendet, um eine Vierdrahtleitung (jeweils 2 Drähte für kommende und gehende Information getrennt) mit einer Zweidrahtleitung gleich Doppelader (auf beiden Drähten werden kommende und gehende Information übermittelt) zu koppeln und umgekehrt und damit eine in Näherung ungestörte Signalübertragung in beide Richtungen über eine zweiadrige Leitung zu ermöglichen. Es handelt sich um einen Richtkoppler für Niederfrequenz.
Die Gabelschaltung ist eine einfache Form einer Echokompensation, bei der das gesendete Signal nach entsprechender Filterung (Leitungsnachbildung bzw. Echosignalschätzung) vom empfangenen Duplex-Signal mit einem Differentialtransformator (DT) „abgezogen“ wird.
Sie befindet sich zum Beispiel in analogen Telefonen als sogenannte Rückhördämpfungsschaltung und ermöglicht das gleichzeitige Hören und Sprechen über nur ein Adernpaar, ohne dass sich der Sprecher selbst zu laut im Telefonhörer hört.

## Anwendungen

### Rückhördämpfung

Anwendung der Gabelschaltung im Telefonapparat mit Mikrofon M und Lautsprecher L

In den nebenstehenden Abbildungen ist die Gabelschaltung abgebildet, wie sie in analogen Telefonapparaten im Festnetz Verwendung findet. Die von links kommende Anschlussleitung wird durch das rechts mit Z bezeichnete Netzwerk nachgebildet. Diese Leitungsnachbildung muss möglichst der komplexen Impedanz der Anschlussleitung gleichen, sie wird aus Widerständen und Kondensatoren nachgebildet. Je nach Leitungslänge werden die verwendeten Bauelemente in ihren Werten angepasst. Das Signal vom Mikrofon M (niederohmig) wird dabei zu gleichen Teilen sowohl über die Anschlussleitung als auch über die Leitungsnachbildung an der Primärseite des Übertragers DT mit Mittelpunktanzapfung übertragen. Durch die Gegenläufigkeit des Mikrofonwechselstromes in den beiden Primärwicklungen löscht sich das Signal vom Mikrofon in der Sekundärwicklung des Übertragers im Idealfall aus und wird nicht über den Lautsprecher L ausgegeben. Das Signal von der Gegenstelle hingegen gelangt über die Anschlussleitung über die für diese Signalrichtung in Serie liegenden Primärwicklungen des Übertragers DT und Leitungsnachbildung zum Lautsprecher L (hochohmig) und wird dort ausgegeben. Somit wird das eigene Tonsignal vom Mikrofon im Lautsprecher unterdrückt, während das Tonsignal der Gegenstelle im Lautsprecher durch die Gabelschaltung nur unwesentlich gedämpft wird.
Allerdings soll bei Fernsprechapparaten die Rückhördämpfung nicht ideal (d. h. unendlich) sein, da dann beim Sprecher der Eindruck einer „toten“ Leitung entsteht. Ein gewisses Maß eigener Sprache im Telefonhörer ist gewollt.

### Analoges Fernleitungsnetz

Prinzip eines Zwischenverstärkers mit Differenztransformator

Gabelschaltungen waren auch im analogen Fernleitungsnetz wichtige Baugruppen. Durch die Dämpfung des Signals müssen in regelmäßigen Abständen Verstärker in die Leitungen eingefügt werden. Da Verstärker aber nur in eine Richtung arbeiten, müssen vor der Verstärkung auf einer Doppelader durch eine Gabelschaltung die Gesprächsrichtungen getrennt werden; hinter dem Verstärker können sie wieder zusammengeführt oder über eine vierdrähtige (Fern-)Verbindung (s. u.) weitervermittelt werden.
Die Signaltrennung von Zwei- auf Vierdrahtleitung gelingt nie vollständig, da die Anpassung der Leitungsnachbildung nicht perfekt abgestimmt ist. Ein kleiner Anteil des Signals gelangt immer auf den Rückkanal und ist dann beim Sender (bei hinreichend langer Leitung ggf. als Echo) zu hören. Aus diesem Grund ist die Anzahl der „Gabeln“ in einer Fernverbindungsleitung begrenzt; in der Praxis wurden daher die Fernverbindungen zwischen den Vermittlungsstellen vierdrähtig ausgeführt, auch wenn so mehr Leitungen benötigt wurden.

### Rundfunk
Wenn Hörer bei Rundfunksendungen anrufen und „live“ geschaltet werden, müssen sie ihren Rundfunkempfänger abschalten, um eine Rückkopplung zu vermeiden; sie hören die Sendung dann über das Telefon. Besonders aufwändige, fein abgestimmte bzw. digital ausgeführte Gabelschaltungen (wegen der Mischung von Zwei- und Vierdrahtsystemen auch als Telefonhybrid bezeichnet) ergeben dann eine Doppelader („Sprechen“), die für die Sendung auf das Mischpult geschaltet wird, sowie eine weitere („Hören“), über die das gesendete Audiosignal dem Anrufer zugespielt wird. So kann auch die Lautstärke des Anrufers geregelt werden, ohne das zurückgespielte Signal zu beeinflussen.

### NTBA
Im NTBA des ISDN-Basisanschlusses ist eine Gabelschaltung enthalten, die die digitalen Signale der Doppelader über die UK0-Schnittstelle von und zur Vermittlungsstelle auf den vierdrähtigen S0-Bus innerhalb des Hauses umsetzt.
Hier ist die Leitungsnachbildung auf Grund der höheren Anforderungen an die Echokompensation adaptiv, d. h., sie passt sich selbsttätig an die vorhandene Leitung an.

## Eigenschaften
Bei der Gabelschaltung geht die Hälfte der eigenen Sendeleistung in der Leitungsnachbildung verloren, d. h., man benötigt die doppelte Sendeleistung für dieselbe Reichweite bzw. hat bei gleicher Sendeleistung eine entsprechend niedrigere Reichweite gegenüber der Vierdrahtleitung mit separatem Adernpaar für jede Richtung.

## Elektronische Nachbildungen
Wenn die Umstände es erlauben, wird die Gabelschaltung gerne elektronisch nachgebildet, um den Differentialtransformator einzusparen. Dabei wird ein aktiver 3-Port Zirkulator verwendet. Einfachere Schaltungen verwenden ein passives Netzwerk und einen Operationsverstärker als Subtrahierer.